# Arabian Songs
Albums de Dalida
Dalida Glamorous
(2009) D'ici et d'ailleurs
(2009)
Arabian Songs est une compilation réunissant les chansons chantées en arabe par Dalida parue en 2009.

## Titres
- Helwa Ya Baladi
- Akhsan Nass
- Salma Ya Salama
- Lebnan (en libanais)
- Gamil El Soura
- Flamenco (Oriental)
- Salma Ya Salama Sueno Flamenco (Version hispano-égyptienne)
- Aghani Aghani
- Helwa Ya Baladi (Remix version 2009)
- Akhsan Nass (Remix version 1998 en égyptien)
- Io T'Amero (Tres Palabras)
- Dalida Dalida (Medley en Egypte)
- Dalida Dalida (Hommage à égyptien de Dalida)